# うめく排水管
『うめく排水管』（うめくはいすいかん）は、伊藤潤二のホラー漫画およびそれを映画化した同タイトルの映画。

## あらすじ
郊外の一軒家に暮らす美人姉妹の姉・令奈につきまとう気味の悪いオタク青年・滑井が、ついには排水管の中に入り込んで、次々と人を排水口の奥に引きずりこんでいく。醜いが故ストーカーにしかなれなかった男の悲劇を描く。

## 映画
及川中監督、日本製作。2004年7月31日公開。

### キャスト
- 清水令奈︰栗原瞳
- 清水真理︰岩佐真悠子
- 滑井 : フジヤマ
- 清水清子（母親）︰播田美保
- 父親︰鈴木一功
- 丸徳ポンプ社員・桑田︰渋谷正次
- 真理の男友達︰豊永伸一郎
- 真理の男友達︰カン・ユフン
- 真理の男友達︰長野タケル

### スタッフ
- 監督・脚本：及川中
- プロデューサー：熊谷健一、小松尭、熊地俊明
- 監督補︰西保典
- 撮影監督：六波羅正博
- 撮影：豊永伸一郎
- 製作︰ローランズ・フィルム、フライング・ハイ、セプト・ナイン
- 配給︰アルゴピクチャーズ